# Tulang Bawang Barat
Tulang Bawang Barat ist ein indonesischer Regierungsbezirk (Kabupaten) in der indonesischen Provinz Lampung auf der Insel Sumatra. Ende 2023 leben hier über 300.000 Menschen. Das Verwaltungszentrum des Kabupaten Tulang Bawang Barat ist der Kelurahan Panaragan Jaya im Kecamatan Tulang Bawang Tengah und liegt knappe 100 km Luftlinie nördlich der Provinzhauptstadt Bandar Lampung. Den Namen erhielt der Bezirk sowie sein Nachbar, Tulang Bawang, von den beide Bezirke durchfließenden Fluss gleichen Namens.

## Geografie
Bezüglich seiner Territorialfläche belegt der Kabupaten Platz 12 von 15 Verwaltungseinheiten der 2. Ebene (Kabupaten/Kota) in der Provinz (3,74 %) bzw. Platz 110 von 120 Kabupaten auf der Insel Sumatra.

### Lage
Tulang Bawang Barat liegt im Norden der Provinz Lampung und grenzt dort an die Provinz Sumatra Selatan (Kec. Ogan Komering Ilir). Im Südwesten bildet der Kab. Lampung Utara die Grenze, im Südosten Lampung Tengah, im Osten Tulang Bawang sowie im Nordosten Mesuji. Der Binnenbezirk erstreckt sich zwischen 4° 08′ 19″ und 4° 43′ 35″ s. Br. sowie zwischen 104° 55′ 34″ und 105° 15′ 19″ ö. L.

## Verwaltungsgliederung
Administrativ gliedert sich der Kabupaten Tulang Bawang in neun Distrikte (Kecamatan) mit 103 (seit 2018, davor 96)  Dörfern (indonesisch Desa). Im Volkszählungsjahr 2020 waren davon drei als Kelurahan städtisch geprägt.
| Code 1   | Kecamatan Distrikt       | Ibu Kota Verwaltungssitz | Fläche (km²) | Einw. Zensus 2010 2    | Volkszählung 2020 | Volkszählung 2020 | Volkszählung 2020 | Anzahl der Dörfer |
| Code 1   | Kecamatan Distrikt       | Ibu Kota Verwaltungssitz | Fläche (km²) | Einw. Zensus 2010 2    | Einw. 3           | 0Dichte 40        | Sex Ratio 5       | Anzahl der Dörfer |
| -------- | ------------------------ | ------------------------ | ------------ | ---------------------- | ----------------- | ----------------- | ----------------- | ----------------- |
| 18.12.01 | Tulang Bawang Tengah00   | Panaragan Jaya00         | 274,93       | 76.559                 | 86.351            | 314,1             | 104,36            | 21 6              |
| 18.12.02 | Tumijajar                | Dayamurni                | 133,22       | 40.547                 | 44.658            | 335,2             | 102,82            | 10 7              |
| 18.12.03 | Tulang Bawang Udik       | Karta                    | 237,50       | 29.969                 | 33.231            | 139,9             | 103,85            | 13                |
| 18.12.04 | Gunung Terang            | Gunung Terang            | 72,90        | 30.228                 | 19.472            | 267,1             | 105,03            | 10                |
| 18.12.05 | Gunung Agung             | Tunas Jaya               | 127,64       | 28.057                 | 33.079            | 259,2             | 106,52            | 13                |
| 18.12.06 | Way Kenanga              | Balam Jaya               | 76,48        | 18.385                 | 22.657            | 296,3             | 105,51            | 10                |
| 18.12.07 | Lambu Kibang             | Kibang Budi Jaya         | 109,82       | 21.831                 | 23.278            | 212,0             | 105,69            | 10                |
| 18.12.08 | Pagar Dewa               | Pagar Dewa               | 99,65        | 5.131                  | 6.781             | 68,1              | 104,80            | 6                 |
| 18.12.09 | Batu Putih               | Margo Mulyo              | 69,01        | Daten in Gunung Terang | 16.655            | 241,3             | 106,51            | 10                |
| 18.12    | Kab. Tulang Bawang Barat | Kab. Tulang Bawang Barat | 1.201,15     | 250.707                | 286.162           | 238,4             | 104,68            | 103               |

## Demografie
Hinsichtlich der Bevölkerung wird (mit 3,40 % der Provinz) Platz 12 der 15 Verwaltungseinheiten der 2. Ebene (Kabupaten/Kota) erreicht. Bezogen auf alle 120 Kabupaten auf der Insel Sumatra entspricht dies Rang 66. Mit der Bevölkerungsdichte von 244,7 Einw. je km² liegt Tulang Bawang Barat etwas niedriger als der Provinzdurchschnitt (269,6).
Der Frauenanteil hat sich zwischen den beiden Volkszählungen 2010 und 2020 sowie zum Jahresende 2023 nur geringfügig erhöht und auf Werte oberhalb von 48 Prozent eingepegelt, Tendenz steigend.
| Religion im Jahr 2020 | Religion im Jahr 2020 | Religion im Jahr 2020 | Religion im Jahr 2020 |
| Religion              | Anzahl                | Anteil (%)            | Gebäude               |
| --------------------- | --------------------- | --------------------- | --------------------- |
| Islam                 | 253.210               | 94,53                 | 652 1                 |
| Christen insg.        | 0.11.655 2            | 04,35                 | 088                   |
| Davon:                |                       |                       |                       |
| Protestanten          | 00.8.734              | 03,26                 | 053                   |
| Katholiken            | 000.2.921             | 01,09                 | 035                   |
|                       |                       |                       |                       |
| Hindus                | 00.2.671              | 01,00                 | 028                   |
| Buddhisten            | 000.334               | 00,12                 | 005                   |

| Jahr  | Gesamt- bevölkerung | Männer   | %      | Frauen   | %      |
| ----- | ------------------- | -------- | ------ | -------- | ------ |
| 02010 | 00250.707           | 0129.072 | 052,51 | 0121.635 | 048,52 |
| 02020 | 00286.162           | 0146.355 | 051,14 | 0139.807 | 048,86 |
| 02023 | 00307.558           | 0157.053 | 051,06 | 0150.505 | 048,94 |

### Soziale Daten 2020
| Merkmal                                                            | Tulang Bawang Barat | 0Prov. Lampung0 |
| ------------------------------------------------------------------ | ------------------- | --------------- |
| Bevölkerung unterhalb der Armutsgrenze (Tsd.)0                     | 20,29               | 1.049,32        |
| Anteil der „armen Bevölkerung“ (indonesisch Penduduk miskin) (%)00 | 07,39               | 12,34           |
| Arbeitslosenrate (%)                                               | 03,46               | 05,67           |
| Lebenserwartung bei der Geburt (Jahre)                             | 73,59               | 73,66           |
| HDI-Index                                                          | 67,51               | 71,04           |
| Analphabetenrate (in %, 15+ J.)                                    | 05,09               | 02,76           |
| Anteil der Altersgruppen                                           | 0Real0              | 0Prozentual0    |
| Kinder (<15 J.)                                                    | 0076.0050           | 26,56           |
| arbeitsfähige Bevölkerung (15–64 J.)                               | 0193.1880           | 67,51           |
| Rentner und Pensionäre (>65 J.)                                    | 0016.9690           | 05,93           |

### Aktuelle Daten der Bevölkerungsfortschreibung
Nachfolgende Tabelle gibt den Einwohnerstand nach Geschlecht vom Jahresende 2022 und 2023 wieder. Er resultiert aus den Ergebnissen der Fortschreibung durch die örtlichen Zivilregistrierungsbüros (Disdukcapil, indonesisch Dinas Kependudukan dan Pencatatan Sipil) und kann in einer interaktiven Karte abgerufen werden
| Kecamatan                  | 31.12.2022 | 31.12.2022 | 31.12.2022 | Fläche km² | 31.12.2023 | 31.12.2023 | 31.12.2023 | 31.12.2023         | 31.12.2023          |
| Kecamatan                  | 0Insg.     | männl.     | weibl.     | Fläche km² | 0Insg.     | männl.     | weibl.     | Dichte [Einw./km²] | Sex Ratio [M*100/F] |
| -------------------------- | ---------- | ---------- | ---------- | ---------- | ---------- | ---------- | ---------- | ------------------ | ------------------- |
| Tulang Bawang Tengah       | 90.911     | 46.437     | 44.474     | 252,99     | 92.283     | 47.184     | 45.099     | 364,8              | 104,62              |
| Tumijajar                  | 47.258     | 23.853     | 23.405     | 117,25     | 48.277     | 24.449     | 23.828     | 411,7              | 102,61              |
| Tulang Bawang Udik         | 34.923     | 17.763     | 17.160     | 210,78     | 35.493     | 18.073     | 17.420     | 168,4              | 103,75              |
| Gunung Terang              | 20.294     | 10.425     | 9.869      | 79,67      | 20.722     | 10.649     | 10.073     | 260,1              | 105,72              |
| Gunung Agung               | 34.949     | 17.990     | 16.959     | 233,72     | 35.485     | 18.264     | 17.221     | 151,8              | 106,06              |
| Way Kenanga                | 24.615     | 12.561     | 12.054     | 74,32      | 25.092     | 12.800     | 12.292     | 337,6              | 104,13              |
| Lambu Kibang               | 24.459     | 12.449     | 12.010     | 109,69     | 24.689     | 12.559     | 12.130     | 225,1              | 103,54              |
| Pagar Dewa                 | 7.532      | 3.854      | 3.678      | 150,36     | 7.591      | 3.892      | 3.699      | 50,5               | 105,22              |
| Batu Putih                 | 17.628     | 9.041      | 8.587      | 84,98      | 17.926     | 9.183      | 8.743      | 210,9              | 105,03              |
| Kab. Tulang Bawang Barat00 | 302.569    | 154.373    | 148.196    | 1313,76    | 307.558    | 157.053    | 150.505    | 234,1              | 104,35              |

## Verzeichnis der Kelurahan
Die nachfolgende Liste gibt den Einwohnerstand zum Jahresende 2022 (Semester II/2022) und genau ein Jahr später für alle Kelurahan im Bezirk Tulang Bawas Barat wieder. Für die drei Kecamatan stieg die Einwohnerzahl innerhalb eines Jahres um 596 Einwohner.
Neben der Fläche und den Einwohnerzahlen sind auch deren Zugehörigkeiten zu den fünf Kecamatan aufgeführt, ebenso die errechneten Ergebnisse der Bevölkerungsdichte (in Einw. je km²) sowie des Geschlechterverhältnisses (Sex Ratio). Als erste Spalte ist der Strukturcode des indonesischen Innenministeriums angegeben. Er gibt gleichfalls Aufschluss über die Zugehörigkeit der Dörfer zu den übergeordneten Verwaltungsebenen: Die ersten drei Zahlenpärchen werden durch Punkte getrennt und geben die Provinz, den Regierungsbezirk (Kabupaten) und den Distrikt (Kecamatan) an. Als letztes folgt nach einem weiteren Trennungspunkt der vierstellige „Dorfcode“ – wobei städtisch geprägte Kelurahan immer mit 1 und „normale“ (ländliche) Desa mit einer 2 beginnen. Die Statistikseiten von BPS (Badan Pusat Statistik) verwenden eine andere Nomenklatur, auf die hier nicht näher eingegangen werden soll, da sie nur bei den Volkszählungen Anwendung findet.
Wie bei vorstehender Tabelle entstammen alle Daten der Fortschreibung durch die örtlichen Zivilregistrierungsbüros (Disdukcapil).
| Struktur- code | Kecamatan              | Kelurahan        | Bevölkerung am Jahresende 2022 | Bevölkerung am Jahresende 2022 | Bevölkerung am Jahresende 2022 | Bevölkerung am Jahresende 2022 | Bevölkerung am Jahresende 2023 | Bevölkerung am Jahresende 2023 | Bevölkerung am Jahresende 2023 | Bevölkerung am Jahresende 2023 | Bevölkerung am Jahresende 2023 |
| Struktur- code | Kecamatan              | Kelurahan        | Fläche (km²)                   | Gesamt                         | männlich                       | weiblich                       | Gesamt                         | männlich                       | weiblich                       | Dichte                         | Sex Ratio                      |
| -------------- | ---------------------- | ---------------- | ------------------------------ | ------------------------------ | ------------------------------ | ------------------------------ | ------------------------------ | ------------------------------ | ------------------------------ | ------------------------------ | ------------------------------ |
| 18.12.01.1001  | Tulang Bawang Tengah00 | Mulyo Asri       | 10,91                          | 6.673                          | 3.373                          | 3.300                          | 6.821                          | 3.465                          | 3.356                          | 625,2                          | 205,46                         |
| 18.12.01.1007  | Tulang Bawang Tengah00 | Panaragan Jaya00 | 8,13                           | 7.132                          | 3.632                          | 3.500                          | 7.320                          | 3.715                          | 3.605                          | 900,4                          | 205,07                         |
| 18.12.02.1001  | Tumijajar              | Daya Murni       | 9,27                           | 8.868                          | 4.398                          | 4.470                          | 9.128                          | 4.540                          | 4.588                          | 984,7                          | 196,92                         |

## Geschichte
Der Kabupaten Tulang Bawang Barat entstand zusammen und gleichzeitig mit dem Kabupaten Mesuji Ende des Jahres 2008. Hierbei gab der „Mutterbezirk“ Tulang Bawang den Westteil seiner 28 Kecamatan an den neu gegründeten Bezirk ab. Das waren ca. 17,5 % des Territoriums (1.201 von 6.851 km²) bzw. 27,1 % der Bevölkerung von 2007 (233.360 von 860.854 Einw.). Die Anzahl der Distrikte blieb lange Zeit unverändert, im Jahr 2016 gab der Kec. Gunung Terang die Hälfte seiner 20 Dörfer an den neunten und neugebildeten Distrikt Batu Putih ab (Regionalverordnung, PERDA 1/2016).